# Fédaïs arméniens
Les fédaïs (en arménien occidental : Ֆէտայի, Fedayi ; en arménien oriental : Ֆիդայի, Fidayi), également appelés unités irrégulières arméniennes ou milice arménienne, sont des civils arméniens qui ont volontairement quitté leurs familles pour former des unités d'auto-défense et des bandes armées en réaction aux massacres de masse et aux pillages de villages à l'encontre de la population arménienne par des criminels, des forces tribales kurdes et des gardes hamidiennes pendant le règne d'Abdülhamid II à la fin du XIXe siècle et au début du XXe siècle, connu sous le nom de massacres hamidiens. Leur objectif final est d'obtenir l'autonomie (Arménakans) ou l'indépendance (Dachnaks et Hentchaks) en fonction de leur idéologie et du degré d'oppression infligé aux Arméniens.
Le terme arménien fedayi est dérivé de l'arabe fedayin : فدائيون, fidā'īyīn, signifiant littéralement « celui qui se sacrifie »,.

## Résistance sous l'Empire ottoman

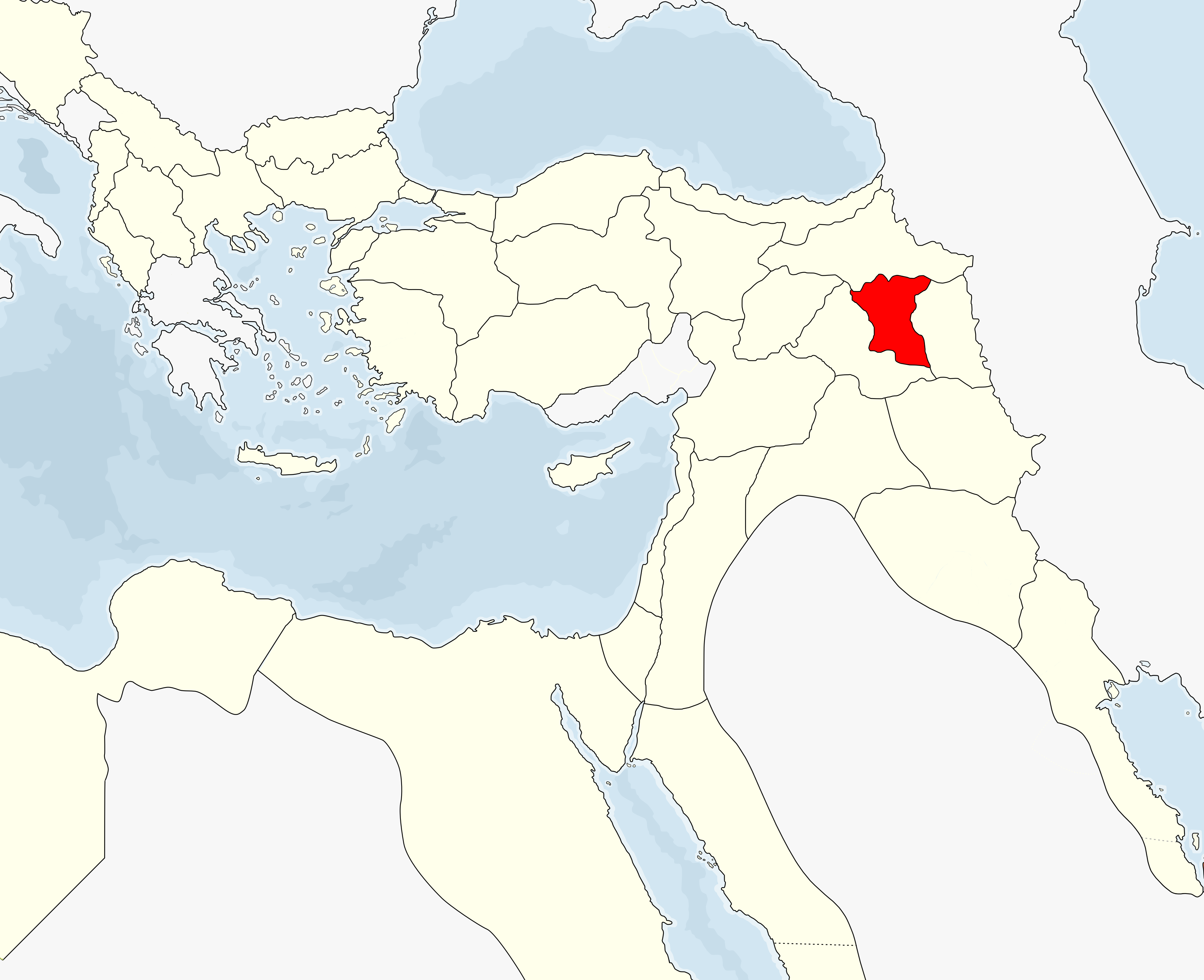
Le vilayet de Bitlis (Taron historique) était le centre des opérations des fédaïs à la fin du XIXe et au début du XXe siècle.

L'objectif principal des fédaïs arméniens est de défendre les villageois arméniens de la persécution et en même temps, de perturber les agissements de l'Empire ottoman dans les régions peuplées d'Arméniens. Les volontaires arméniens ont combattu pendant les massacres hamidiens, la révolte du Sassoun (1894), la révolte de Zeïtoun (1895-1896) (en), la défense de Van et l'expédition de Khanassor (en). Ils sont les dirigeants et les membres du mouvement national arménien. Ces groupes sabotaient les lignes télégraphiques et attaquaient les ravitaillements de l'armée. Ils ont également commis des assassinats et des contre-attaques sur des villages musulmans. Ils ont aidé les Arméniens à se défendre lors des purges villageoises organisées par les fonctionnaires ottomans. Ils ont été soutenus par la population arménienne et ont rapidement gagné réputation, soutien et confiance.
Rouben Ter Minassian, représentant du parti Dachnak et un des chefs des fédaïs dans le Sassoun entre 1905 et 1908, expose leur programme d'action à cette date :
1. Créer des cellules de village ou de quartier urbain avec une milice armée de 5 à 50 hommes pour se défendre contre les agressions. Si possible, faire élire comme chef du village un membre du groupe d'autodéfense.
2. Créer dans chaque district un groupe mobile de fédaïs qui pourra servir plus tard à l'encadrement des milices locales.
3. Percevoir des cotisations et amendes pour l'achat d'armes et les besoins des fédaïs. Une collecte auprès des paysans, une fois par an, est destinée aux besoins des écoles et des prisonniers. Toute autre levée d'argent est interdite.
4. Lutter contre les féodaux kurdes mais chercher l'entente avec les paysans kurdes, surtout les Demlis (alévis) ; quelques chefs kurdes rebelles sont considérés comme des alliés possibles.
5. Résister aux ghabilats (clans turcs, dominants dans l'administration urbaine) et aux muhacir (en), réfugiés musulmans des Balkans ou du Caucase auxquels l'administration ottomane distribue des terres.
6. Faire connaître à la population et au gouvernement les exigences des fédaïs : à terme, leur but est la liberté et l'égalité pour toutes les populations de l'Empire.
7. Neutraliser les multazims (fermiers des impôts), au besoin par la force, et faire que la collecte des impôts soit assurée par les paysans eux-mêmes.
8. Interdire à tout Arménien de vendre sa terre à un Turc ou à un Kurde ; racheter les hypothèques de la Banque agricole ; décourager les acheteurs non arméniens, au besoin par l'incendie et le sabotage.
9. Créer des écoles arméniennes dans les villages, financées par une part des impôts, une fois éliminé le système des multazims, et par les ressources du clergé.
10. Interdire le recours aux tribunaux ottomans, considérés comme partiaux et corrompus ; la justice sera rendue par les comités du parti.
11. Veiller à ce que chaque Arménien possède une arme tant que les autres peuples ne sont pas désarmés.
12. Renforcer le comité central de Korod (Muş) qui assure les liaisons avec l'extérieur et avec les fonctionnaires et militaires turcs favorables au mouvement révolutionnaire[3].

Les activités des fédaïs dans l'Empire ottoman se dissipent après la deuxième ère constitutionnelle de l'empire, lorsque le Comité Union et Progrès arrive au pouvoir et, pendant un temps, accorde aux citoyens arméniens de l'empire les mêmes droits que ses citoyens turcs et kurdes. La plupart des groupes fédaïs sont alors dissous, leurs membres retournant dans leurs familles.

## Première Guerre mondiale

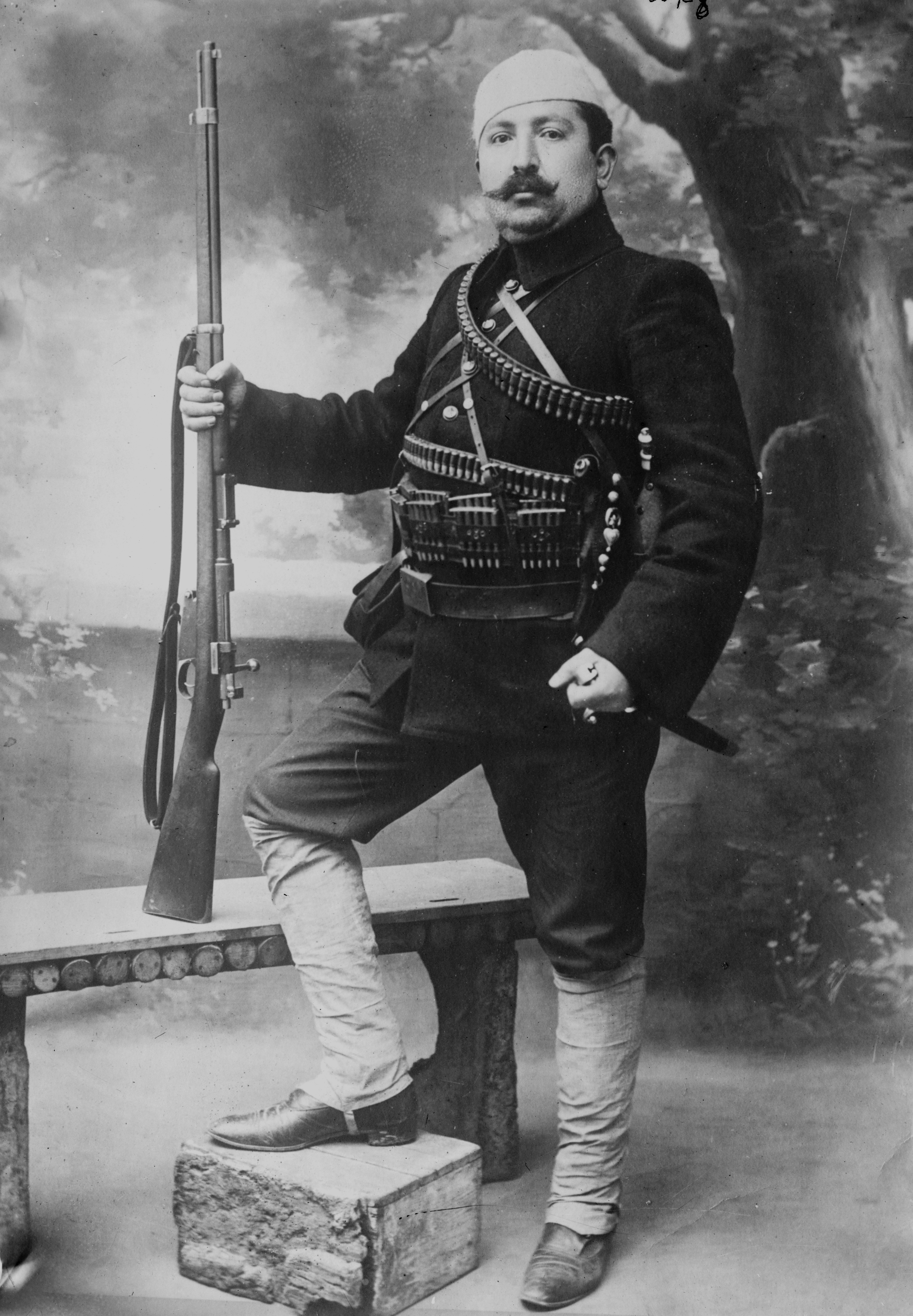
Photo d'un volontaire arménien, Bibliothèque du Congrès.

Certains groupes fédaïs rejoignent l'armée ottomane après que le gouvernement ottoman a adopté une nouvelle loi de recrutement pour soutenir l'effort de guerre en exigeant que tous les hommes adultes puissent jusqu'à l'âge de 45 ans être recruté dans l'armée ottomane ou que des frais spéciaux soient payés (qui seraient utilisés dans l'effort de guerre) pour pouvoir être exempté de service. En conséquence de cette loi, la plupart des hommes valides sont retirés de leur foyer, laissant les femmes, les enfants et les personnes âgées à eux-mêmes. La plupart des recrues arméniennes est ensuite reléguée à des bataillons spécialement créés et affectée aux travaux et à la voirie, puis éliminés par petits groupes au cours de l'année 1915, par les gendarmes chargés de leur encadrement ou par les Kurdes appelés en renfort,.
Le génocide arménien fait place au retour des fédaïs. En dehors de milliers d'Arméniens qui ont été recrutés ou qui se sont portés volontaires dans plusieurs armées différentes luttant contre l'Empire ottoman, et en dehors de ceux qui ont été enrôlés dans l'armée ottomane avant la Première Guerre mondiale, les fédaïs combattent à l'intérieur des frontières ottomanes.
Au cours de la première année de la République démocratique d'Arménie, les Arméniens d'Anatolie affluaient dans les zones de refuges. Les routes étaient encombrées de réfugiés. Plus au sud, à Van, les fédaïs aident les Arméniens locaux à résister contre l'armée turque jusqu'en avril 1918, mais finalement sont forcés d'évacuer et de se retirer vers la Perse.
Pour envisager des mesures d'urgence, l'administration de l'Arménie occidentale organise une conférence qui adopte des plans pour former une milice de 20 000 hommes sous le commandement d'Andranik Ozanian en décembre 1917. Le commissaire civil, le Dr Hakob Zavriev (en), promeut Andranik major-général et prend le commandement de l'Arménie au sein de l'Empire ottoman. Ils combattent dans de nombreuses batailles à succès tels que la bataille de Kara Killisse, la bataille de Bach Abaran et la bataille de Sardarapat, au moment où les fédaïs fusionnent avec l'armée arménienne (centrée à Erevan) sous le commandement du général Tovmas Nazarbekian.
Le nombre total d'hommes dans ces bandes irrégulières était de 40 000 à 50 000, selon Boghos Nubar Pacha, le président de la Délégation nationale arménienne :

« Au Caucase, où sans parler des 150 000 Arméniens dans l'armée impériale russe, plus de 40 000 de leurs volontaires ont contribué à la libération d'une partie des vilayets arméniens et où, sous le commandement de leurs chefs Antranik et Nazarbékoff, ils ont, seuls de tous les peuples du Caucase, après la défection bolchevique, tenu tête aux armées turques jusqu'à la signature de l'armistice. »

Boghos Nubar, dans le cadre de la délégation arménienne, à l'intention d'élargir l'indépendante République démocratique d'Arménie. Ainsi, il aurait élevé le nombre de fédaïs arméniens qui étaient en mesure de se battre pour montrer que les Arméniens sont capables de défendre une éventuelle grande frontière arméno-ottomane. En réalité, leur nombre à cette époque étaient beaucoup plus bas, considérant qu'il n'y avait pas plus que quelques poignées de fédaïs dans la plupart des affrontements entre eux et les irréguliers kurdes ou les soldats turcs, même selon des comptes rendus étrangers. Par ailleurs, la plupart des fédaïs étaient les mêmes et réapparaissaient dans divers endroits et batailles. Il convient également de noter que de nombreux combattants irréguliers arméniens sont morts en défendant les régions de l'Arménie occidentale pendant le génocide arménien.

## Fédaïs notables

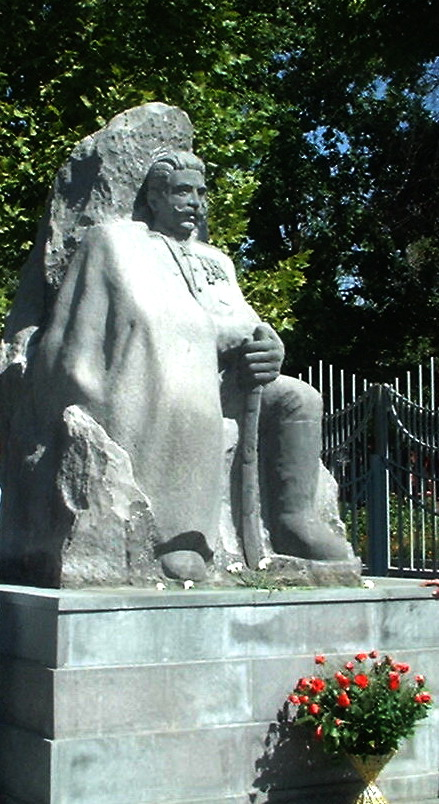
La statue de Andranik Ozanian au Musée fédaïs à Erevan.

| Nom de guerre          | Année active (comme fédaï) | Lieux d'opération                                          | Affiliation politique |
| Arabo                  | ≈1880-1893                 | Arménie occidentale                                        | Dachnak               |
| Giraïr (en)            | ≈1880-1894                 | Arménie occidentale                                        | Hentchak              |
| Papken Siouni (en)     | - 1896                     | Arménie occidentale, Constantinople                        | Dachnak               |
| Aghpiour Serop (en)    | 1891-1899                  | Arménie occidentale                                        | Dachnak               |
| Hraïr Djokhk (en)      | ≈1880-1904                 | Arménie occidentale                                        | Hentchak, Dachnak     |
| Kevork Tchavouch       | 1890-1907                  | Arménie occidentale                                        | Hentchak, Dachnak     |
| Sevkaretsi Sako        | - 1908                     | Arménie occidentale, Iran                                  | Dachnak               |
| Yeprem Khan            | ≈1880-1912                 | Arménie occidentale, Iran                                  | Dachnak               |
| Nikol Douman (en)      | - 1914                     | Arménie occidentale, Arménie orientale                     | Dachnak               |
| Medzn Mourad           | ≈1880-1915                 | Arménie occidentale                                        | Hentchak              |
| Ichkhan                | - 1915                     | Arménie occidentale                                        | Dachnak               |
| Paramaz                | ≈1890-1915                 | Arménie orientale                                          | Hentchak              |
| Keri                   | ≈1880-1916                 | Arménie occidentale, Arménie orientale                     | Dachnak               |
| Hovsep Arghoutian      | 1889-1918                  | Arménie occidentale                                        | Dachnak               |
| Armenak Yekarian (en)  | ≈1890-1918                 | Arménie occidentale                                        | Arménakan             |
| Sebastatsi Mourad (en) | ≈1890-1918                 | Arménie occidentale, Arménie orientale, Bakou              | Hentchak, Dachnak     |
| Andranik               | 1895-1919                  | Arménie occidentale, Bulgarie, Syunik                      | Hentchak, Dachnak     |
| Aram Manoukian         | 1903-1919                  | Arménie occidentale, Arménie orientale                     | Dachnak               |
| Sossé Mayrig           | ≈1890-1920                 | Arménie occidentale                                        | Dachnak               |
| Hamazasp (en)          | 1890-1920                  | Arménie occidentale, Arménie orientale                     | Dachnak               |
| Dro                    | 1914-1920                  | Arménie occidentale, Arménie orientale                     | Dachnak               |
| Vartan                 | 1890 - ≈1920               | Arménie occidentale, Arménie orientale                     | Dachnak               |
| Garéguine Njdeh        | 1908-1921                  | Iran, Balkans, Arménie orientale (particulièrement Syunik) | Dachnak               |
| Makhlouto (en)         | ≈1880-1921                 | Arménie occidentale, Arménie orientale, Syunik             | Dachnak               |
| Armen Garo             | 1895-1922                  | Arménie occidentale, Arménie orientale                     | Dachnak               |
| Touman Toumian         | 1901-1906                  | Arménie occidentale, Arménie orientale                     | Aucun                 |
| Sarkis Gougounian      | 1890-1910                  | Arménie occidentale, Arménie orientale                     | Dachnak               |
| Balabekh Karapet (en)  | ≈1890-1915                 | Arménie occidentale                                        | Dachnak               |